# Bedrijfsverbindingsteken
Een bedrijfsverbindingsteken is een begrip van voor de jaren 90, gebruikt om bij een fusie tussen twee bedrijven de koppeling van beide bedrijfsnamen aan te geven.

## Verbindingsstreepje
Bij de meeste fusies werd (en wordt er sporadisch nu nog steeds) er meestal een verbindingsstreepje (-) tussen de beide bedrijfsnamen geplaatst. Zo kon men duidelijk zien uit welke bedrijven het nieuw gevormde bedrijf bestond. Echter, door de jaren heen haalden veel bedrijven het verbindingsstreepje in hun naam weg om meerdere redenen: de nieuwe bedrijfsnaam was al zo bekend, dat men niet meer hoefde te zien uit welke bedrijven het bestond of het feit dat het streepje in de spreektaal toch niet uitgesproken wordt en daarom deze eigenlijk overbodig was. Enkele voorbeelden van bedrijven die een verbindingsstreepje gebruiken/gebruikten in hun naam zijn:
- Twentieth Century Fox (20th Century Fox)
  - Na de fusie tussen de Fox Film Corporation en Twentieth Century Pictures in 1935 werd de nieuwe naam van het bedrijf Twentieth Century-Fox Film Corporation, maar het streepje werd in 1985 uit de naam verwijderd.
- Renault-Nissan Alliance
  - Toen Renault in 1999 aankondigde dat het een alliantie zou gaan sluiten met het op instorten staande Nissan (dat eigenlijk een overname van Nissan door Renault betekende) werd de nieuwe naam van het samenwerkingsverband Renault-Nissan Alliance, mét een verbindingsstreepje. Tot op de dag van vandaag hanteren ze deze.

## Spatie
De meest gebruikte bedrijfsverbindingsteken is de spatie ( ). Deze geeft de helderste bedrijfsnaam. De spatie is vooral in trek sinds de jaren 80. Enkele voorbeelden zijn:
- AOL Time Warner
  - Bij de fusie tussen America Online en Time Warner in 2000 werd de afkorting van America Online alleen voor de naam van Time Warner gezet, en verder werd er niets veranderd. Nu heet het bedrijf weer Time Warner, maar gebruiken ze in hun logo geen spatie tussen Time en Warner, maar gebruiken ze kapitalisatie als kenmerk.
- Columbia TriStar
  - Alhoewel TriStar oorspronkelijk wel een verbindingsstreepje had en gespeld werd als Tri-Star, kreeg de combinatie Columbia en TriStar geen streepje.

## Punt
Enkele bedrijven kiezen voor een punt (.) tussen de beide namen. Dit komt echter zelden voor. Een voorbeeld is:
- LG.PHILIPS LCD
  - Een strategische alliantie tussen LG en Philips (gevestigd in Zuid-Korea). Het bedrijf is inmiddels al beursgenoteerd en een van de toonaangevende bedrijven op het vlak van de productie en verkoop van lcd-beeldschermen. Hier kwam een punt tussen de twee merknamen, om onderscheid te maken tussen de twee partners.

## Kapitalisatie
Bij kapitalisatie worden beide bedrijfsnamen aan elkaar vast geplakt, maar krijgen beide namen een hoofdletter. Waardoor binnen één woord meerdere hoofdletters de gescheiden, oorspronkelijke bedrijfsnamen aangeven. Voorbeelden zijn:
- DaimlerChrysler
  - Bij de fusie werd de oorspronkelijke naam van het Mercedes-moederbedrijf, Daimler Benz, gedeeltelijk aan de naam van het tweede bedrijf Chrysler geplakt.
- Microsoft
  - Alhoewel geen fusieproduct, werd het gigantische softwarebedrijf oorspronkelijk als MicroSoft geschreven. De hoofdletter verviel later om de naam mooier te maken.
- PricewaterhouseCoopers
  - Bij de fusie in 1998 tussen Price Waterhouse en Coopers & Lybrand werd er slechts een onderscheid gemaakt tussen de twee bedrijven en niet meer tussen de oorspronkelijke vier bedrijven.

Sommige bedrijven passen kapitalisatie alleen toe in hun logo's, zoals Time Warner.